# Topologia del limite inferiore
In matematica, la topologia del limite inferiore o topologia degli intervalli aperti a destra è uno spazio topologico definito sull'insieme R dei numeri reali; differisce dalla topologia standard su R e possiede alcune proprietà interessanti. Questa topologia è generata dalla base costituita dagli intervalli semi-aperti [a,b), dove a e b sono numeri reali.
Lo spazio topologico risultante, a volte indicato con Rl e detto retta di Sorgenfrey, dal matematico Robert Sorgenfrey, può servire da controesempio in topologia generale.
La topologia prodotto di Rl con se stesso è un altro utile controesempio noto come il piano di Sorgenfrey.
In completa analogia è possibile definire la topologia del limite superiore o topologia degli intervalli aperti a sinistra.

## Proprietà
- La topologia del limite inferiore è più fine (possiede più insiemi aperti) della topologia standard sui numeri reali (che è generata dagli intervalli aperti). La ragione è che ogni intervallo aperto può essere espresso come unione infinita numerabile di intervalli semi-aperti.
- Per ogni numero reale a e b, l'intervallo [a, b) è chiuso-aperto in Rl (ossia è sia aperto che chiuso). Inoltre, per ogni numero reale a, anche gli insiemi {x ∈ R : x < a} e {x ∈ R : x ≥ a} sono chiusi-aperti. Ciò mostra che la retta di Sorgenfrey è totalmente disconnessa
- Il nome topologia del limite inferiore deriva dal seguente fatto: una successione (o una rete) (xα) in Rl converge al limite L se e solo se si "avvicina ad L da destra", ossia per ogni ε>0 esiste un indice α0 tale che per ogni α > α0: L ≤ xα < L + ε. La retta di Sorgenfrey può essere, quindi, utilizzata per lo studio dei limiti destri: se f : R → R è una funzione, allora il limite destro usuale di f in x (quando sia sul dominio che sul codominio è definita la topologia standard) coincide con il limite di f in x quando sul dominio è definita la topologia del limite inferiore e sul codominio quella standard.
- Rispetto agli assiomi di separazione, Rl è uno spazio normale.
- Rispetto agli assiomi di numerabilità, Rl è primo numerabile e separabile ma non secondo numerabile.
- Rispetto alle proprietà di compattezza, Rl è di Lindelöf e paracompatto, ma non compatto e nemmeno localmente compatto.
- Dal momento che spazi metrici separabili sono secondo numerabili, Rl non è metrizzabile. Tuttavia, la topologia di una retta di Sorgenfrey è generata da uno spazio pseudometrico.
- Rl è uno spazio di Baire .
- Rispetto alla connessione, Rl è sconnesso